# Deny Mideros
Deny Javier Mideros Valencia (Esmeraldas, Ecuador; 10 de julio de 1993) es un futbolista ecuatoriano que juega como portero y su equipo actual es el Manta Fútbol Club de la Serie B de Ecuador.

## Trayectoria
Se inició por el año 2007 en el Huracán Sporting Club, dónde logra su debut profesional, después pasa al Independiente del Valle a jugar en las categorías sub-16, sub-17, sub-18 y reserva. Posteriormente juega en las reservas de Deportivo Quito teniendo 27 partidos jugados.
En el 2013 pasa al Mushuc Runa SC dónde debuta de manera definitiva como primer portero. En el 2018 es contratado por el Delfín SC con el que participó en la Copa Libertadores 2018. 
En el 2019 pasa al Orense SC que participava en la Serie B y con el cual consigue el ascenso a la Serie A para la temporada 2020 al quedar campeón de la Serie B 2019.

## Clubes
| Club                    | País    | Año       |
| ----------------------- | ------- | --------- |
| Huracán                 | Ecuador | 2007-2008 |
| Cumandá                 | Ecuador | 2008      |
| Huracán                 | Ecuador | 2008      |
| Independiente del Valle | Ecuador | 2008-2010 |
| Huracán                 | Ecuador | 2011      |
| Deportivo Quito         | Ecuador | 2011-2013 |
| Mushuc Runa             | Ecuador | 2013-2018 |
| Delfín S. C.            | Ecuador | 2018      |
| Orense S. C.            | Ecuador | 2019      |
| Chacaritas              | Ecuador | 2020-2021 |
| Manta F. C.             | Ecuador | 2022-act. |

## Participaciones internacionales
| Torneo                 | Club         | País    | Resultado    |
| ---------------------- | ------------ | ------- | ------------ |
| Copa Libertadores 2018 | Delfín S. C. | Ecuador | Segunda fase |

## Palmarés

### Campeonatos nacionales
| Título             | Club         | País    | Año  |
| ------------------ | ------------ | ------- | ---- |
| Serie B de Ecuador | Orense S. C. | Ecuador | 2019 |